# Laboratoire de physique nucléaire et de hautes énergies
Le Laboratoire de physique nucléaire et de hautes énergies (en abrégé LPNHE) est une unité mixte de recherche (UMR 7585) de l'Institut national de physique nucléaire et de physique des particules (IN2P3) du CNRS, de Sorbonne Université et de l'Université Paris-Cité. Il est situé sur le campus de Jussieu.

## Historique
Le LPNHE a été fondé par un groupe de chercheurs et enseignants-chercheurs issus de la division « hautes énergies » de l’Institut de physique nucléaire (IPN) d’Orsay. En 1970, ces spécialistes des chambres à bulles rejoignent l’université Paris VI et l’ensemble devient un laboratoire associé au CNRS, avec comme premier directeur Jean Teillac, puis, à partir de 1975, André Astier, professeur à l’université Paris VI.

## Structure
Le Laboratoire de physique nucléaire et de hautes énergies est un laboratoire de physique fondamentale. Il est constitué de 12 groupes de recherche, de 3 services techniques (informatique, électronique, mécanique), et de 2 services support (administration, logistique). Le laboratoire est engagé dans plusieurs grands programmes expérimentaux, poursuivis dans le cadre de collaborations internationales auprès de très grandes infrastructures de recherche du monde entier, centres d’accélérateurs de particules et observatoires. Ces programmes couvrent les enjeux actuels de la physique des particules, des astroparticules, et de la cosmologie.
Au 1er décembre 2019, 195 personnes travaillent au LPNHE, dont :
- enseignantes chercheuses et enseignants-chercheurs : 21 ;
- chercheuses et chercheurs CNRS : 28 ;
- personnels d'appui à la recherche : 50 ;
- doctorantes, doctorants et post-docs: 23.

## Domaines de recherche
Le laboratoire est engagé dans plusieurs grands programmes expérimentaux, poursuivis dans le cadre de collaborations internationales auprès de très grandes infrastructures de recherche du monde entier, centres d’accélérateurs de particules et observatoires. Ces programmes couvrent les enjeux actuels de la physique des particules, des astroparticules, et de la cosmologie :
- origine des masses et des familles de particules, recherche du boson de Higgs, unification des interactions fondamentales, recherche de la supersymétrie, dimensions supplémentaires de l’espace-temps : thèmes abordés par des expériences auprès du Large Hadron Collider au CERN (ATLAS au LPNHE), et enjeux d’un futur collisionneur e+e- pour lequel le LPNHE est engagé dans le développement de détecteurs en silicium ;
- l’asymétrie matière-antimatière et la physique des saveurs lourdes : c'est le sujet principal de l'expérience LHCb au CERN ;
- propriétés des neutrinos : participation à l’expérience Tokaï To Kamiokande (T2K) au Japon ;
- recherche de la matière noire : L’expérience DAMIC-M construit un détecteur d’un kilogramme de silicium, sous la forme de CCD, spécialisé dans la recherche de particules de matière noire de faible masse. À plus haute masse, XENON et DarkSide construisent et exploitent de très grands détecteurs souterrains au Laboratoire national du Gran Sasso.
- étude de l'énergie noire : le groupe Cosmologie du LPNHE joue un rôle déterminant dans Supernovae Legacy Survey (SNLS) auprès du Canadian French Hawaï Telescope dans Supernovae Factory (SNF) et est engagé dans la préparation des projets futurs Large Synoptic Survey Telescope (LSST) et EUCLID. Il est aussi engagé dans la mesure du pic acoustique dans la fonction de structure de la matière dans les expériences extended Baryon Oscillation Spectroscopic Survey (eBOSS[6]) et the Dark Energy Spectroscopic Instrument (DESI[7]) ;
- origine des rayons cosmiques de très haute énergie : rayons gamma au TeV pour les observatoires HESS en Namibie et CTA.

Depuis la conception des expériences, en passant par l’étude et la réalisation des instruments de détection, la mise au point des systèmes de détection, d’acquisition et de réduction des données, la calibration et le monitorage des détecteurs pendant les longues périodes de prise de données, l’analyse et l’interprétation physique des mesures, pour enfin aboutir aux publications, c’est sur plusieurs années, parfois plus de dix ans, que s’étale le travail des équipes qui réunissent et développent des compétences extrêmement diversifiées en physique, électronique, informatique ou mécanique. Les théoriciens du LPNHE représentent une petite composante qui enrichit la vie scientifique du laboratoire. Le laboratoire est membre de la Fédération de Recherche sur les Interactions Fondamentales (FRIF) ce qui favorise un rapprochement plus fort théoriciens-expérimentateurs.

## Distinctions
Le laboratoire (ou l'un de ses membres) a reçu les distinctions suivantes :
- médaille d'argent du CNRS 2009[9] ;
- médaille de cristal du CNRS 2014[10] ;
- prix Villemot 2012 de l’Académie des sciences[11];
- médaille de cristal du CNRS 2020[12].